# George Bampfylde (1er baron Poltimore)
George Warwick Bampfylde, 1er baron Poltimore (23 mars 1786 - 19 décembre 1858), de Poltimore, Devon, connu de 1823 à 1831 comme 6e baronnet, est un pair britannique.

## Biographie

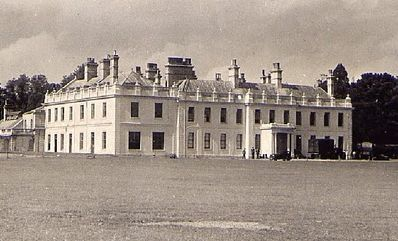
Poltimore House, siège de la famille Bampfylde

Lord Bampfylde est le fils aîné et héritier de Charles Bampfylde, 5e baronnet (1753-1823) et de son épouse Catherine Moore, fille aînée de l'amiral John Moore (1er baronnet). Il fait ses études au Brasenose College d'Oxford.
Il sert comme lieutenant-colonel dans le 1er régiment de milice du Somerset et devient baronnet en 1823 après que son père ait été tué par un ancien serviteur. Bampfylde sert comme vice-lieutenant de Devon et en 1831 est élevé à la pairie en tant que baron Poltimore, de Poltimore dans le comté de Devon.

## Mariages et enfants
Lord Poltimore se marie deux fois :
- En 1809 à Emma Penelope Sneyd, fille du révérend Ralph Sneyd, prêtre de Saint-Asaph et aumônier du roi George IV[2], dont il a une fille :
  - Emma Catherine Bampfylde (1810-1825), décédée à l'âge de 15 ans.
- En 1836 à Caroline Buller (morte en 1863), fille du général Frederick William Buller de Pelynt, Cornouailles[3], dont il a :
  - Augustus Bampfylde (2e baron Poltimore) (1837-1908).

Il meurt en décembre 1858, à l'âge de 72 ans, et est remplacé par son fils né de son second mariage, Augustus Bampfylde, 2e baron Poltimore (1837-1908).